# Skomakaren, Hangö och Kimitoön
Skomakaren är ett litet skär i Finland.   Det ligger på gränsen mellan kommunerna Hangö i landskapet Egentliga Finland och Kimitoön i Nyland, i den södra delen av landet, 120 km väster om huvudstaden Helsingfors.
Öns area är 0,4 hektar och dess största längd är 90 meter i nord-sydlig riktning.

## Klimat
Årsmedeltemperaturen i trakten är 5 °C. Den varmaste månaden är augusti, då medeltemperaturen är 16 °C, och den kallaste är januari, med −4 °C.